# 밸다 핸슨
밸다 핸슨(Valda Hansen, 1932년 11월 3일 ~ 1993년 7월 21일)은 미국의 배우, 영화배우이다.
로스앤젤레스에서 태어났으며 할리우드에서 사망하였다. 사인은 암이다.

## 영화
- 시체 도둑들의 밤 (1959년)